# Kalifornischer Adlerrochen
Der Kalifornische Adlerrochen (Myliobatis californica), oft auch Fledermausrochen genannt, ist eine Rochenart, die küstennah im östlichen Pazifik in Tiefen von einem bis 46 Metern vorkommt. Das genaue Verbreitungsgebiet reicht von Oregon bis zu den Galapagosinseln und umfasst auch den Golf von Kalifornien. 

## Merkmale
Der Kalifornische Adlerrochen erreicht mit seinem langen, peitschenartigen Schwanz eine Länge von maximal 1,80 Metern, bleibt für gewöhnlich aber bei einer Länge von einem Meter. Kopf, Rumpf und Brustflossen ergeben ein rautenähnliches Körperprofil. Der Kopf ist kurz und abgerundet, Ober- und Unterkiefer sind mit einem aus vielen flachen Zähnen bestehenden Kauapparat besetzt. Die Knorpelfische sind auf der Oberseite bräunlich, olivfarben oder schwärzlichbraun und ungemustert. Die Bauchseite ist weiß. Der Schwanz trägt an seinem ersten Drittel, kurz hinter der kleinen Rückenflosse, einen mit Widerhaken besetzten kurzen Giftstachel. Eine Schwanzflosse fehlt. Während die primitiven Geigenrochen, sowie die Sägerochen und die Zitterrochenartigen sich wie die meisten Haie durch Stammschlängeln des Körpers und der Schwanzflosse fortbewegen und die Echten Rochen sich durch wellenförmige Bewegungen ihrer großen Brustflossen fortbewegen, schlagen Kalifornische Adlerrochen wie alle anderen Adlerrochen ähnlich wie Vögel mit ihren Flügeln mit den vergrößerten Brustflossen.

## Lebensweise
Der Kalifornische Adlerrochen lebt allein oder in Gruppen küstennah in flachen Lagunen, sandigen und schlammigen Buchten, aber auch in felsiger Umgebung und in Tangwäldern. Er gräbt sich hin und wieder in den Bodengrund ein. Er ernährt sich vor allem von bodenbewohnenden Krebstieren, Weichtieren und Würmern. Wie alle Adlerrochen ist er ovovivipar. Paarungszeit ist der Sommer. Die Jungrochen, meist zehn oder etwas weniger, werden im darauf folgenden Sommer geboren.